# 이리도바이러스
이리도바이러스는 이리도바이러스과에 속하는 바이러스 속이다. 자연 상태에서는 절지동물이 숙주 역할을 한다. 현재 해당 속에는 두개의 종만이 소속되어있다. 무척추동물 이리데센트 바이러스 6(IIV-6)은 해당 분류가 철회되었을 때까지 모식종으로 지정되었었다. IIV-6는 모기를 숙주로 삼으며 일반적으로 신체 상태를 약화시키는 묵시적(비명백한) 감염을 유발한다. 다른 종인 무척추 이리데센트 바이러스 31(IIV-31)은 등각류 이리도바이러스라고도 불리며, 등각류를 숙주로 한다. 감염이 되면 세포 사이에서 바이러스가 특정 파장에 간섭하는 구조로 결정화되어 푸른색에서 청자색 빛을 띠게 되고 수명이 감소한다.

## 분류
해당 속에는 다음 종들이 포함된다
- Invertebrate iridescent virus 31 (Iridovirus armadillidium1)
- Invertebrate iridescent virus 6 (Iridoviruschilo1)

이전에 이리도바이러스 속에 소속되었었던 무척추 이리데센트 바이러스 1(IIV-1)은 이리도바이러스 속에서 제거되었다. 현재는 클로리리도바이러스 속의 임시 구성원이다.

## 구조
이리도바이러스 의 바이러스는 외피로 둘러싸여 있으며, 정이십면체와 다면체 기하학 구조를 가지고 있으며, T=147 대칭을 가지고 있다. 직경은 약 185 나노미터이다. 유전체는 선형이며 길이는 약 213kb이다. 유전체는 211개의 단백질을 암호화한다.
| 속             | 구조   | 대칭   | 유전체 배열 | 유전체 분할 |
| -------------- | ------ | ------ | ----------- | ----------- |
| 이리도바이러스 | 다면체 | 티=147 | 선의        | 단분체      |

## 생애 주기
바이러스 복제는 핵질에서 이루어진다. 숙주 세포로의 침입은 바이러스 단백질이 숙주 수용체에 부착되어 세포내입을 매개로 이루어진다. 복제는 DNA 가닥 치환 모델을 따르며 DNA 템플릿 전사가 전사 방법이다. 무척추동물이 자연에서 숙주 역할을 한다.
| 속             | 숙주     | 조직 굴성 | 세포 침입 방법       | 방출 방법  | 복제 위치 | 조립 위치 | 전염 |
| -------------- | -------- | --------- | -------------------- | ---------- | --------- | --------- | ---- |
| 이리도바이러스 | 절지동물 | 없음      | 세포 수용체 내포작용 | 용해; 출아 | 핵        | 세포질    | 접촉 |